# Гекзаметр
Гекза́метр, гексаметр, устар. ексаметр, ексаметрон, эксаметр, дактило-хореический размер, шестеромерный стих (др.-греч. ἑξάμετρον от ἕξ «шесть» + μέτρον «мера») — в античной метрике любой стих, состоящий из шести метров. В более распространённом понимании — стих из пяти дактилей или спондеев, и одного спондея или хорея в последней стопе. Один из трёх главных размеров классической античной квантитативной метрики, самый употребительный размер античной поэзии.
Гнев, богиня, воспой Ахиллеса, Пелеева сына,

Грозный, который ахеянам тысячи бедствий соделал

(«Илиада», I, 1—2; пер. Н. Гнедича)

Муза, скажи мне о том многоопытном муже, который,

Странствуя долго со дня, как святой Илион им разрушен,

Многих людей города посетил и обычаи видел.

(«Одиссея», I, 1—3; пер. В. Жуковского)

Встала из мрака младая с перстами пурпурными Эос;

(«Одиссея», II, 1; пер. В. Жуковского)

## Античный «героический» гекзаметр

### Происхождение
Античный «героический» гекзаметр возник в Древней Греции не позднее VIII века до н. э. (возможно, уже в микенскую эпоху) и является древнейшим квантитативным размером. Гипотезы о заимствованном характере гекзаметра исследователями рассматриваются давно; по одному из мнений, гекзаметр возник под влиянием метрики хурритских и хеттских поэм, хотя наличие долгот в хеттском языке остаётся предметом дискуссии.
Первые гекзаметрические сочинения не записывались; это были устные произведения, передаваемые, в частности, бродячими аэдами. Такой нерифмованный гекзаметр представлял собой превосходное мнемоническое устройство. Впоследствии гекзаметр считался изобретением Аполлона или Орфея; легенда также приписывает введение гекзаметра некой Фемоное, дочери Аполлона, первой дельфийской пифии. Изначально гекзаметр являлся преимущественно сакральным стихом; гекзаметром, в частности, произносились ответы оракулов, пелись религиозные гимны. Гекзаметр произносился нараспев, под аккомпанемент форминги.
В героических поэмах, как высокая форма стиха, гекзаметр стал применяться намного позже. Первый зафиксированный письменно гекзаметр появляется в «Илиаде», «Одиссее» и других киклических поэмах. Эти поэмы создавались в IX—VIII вв. до н. э. (записаны в VI в. до н. э., до этого передаваясь устно); гекзаметр в них уже полностью сложен и устойчив. Под влиянием гомеридов гекзаметр стал классическим стихом героического эпоса. Аристотель называет гекзаметр «самым устойчивым и веским» из всех видов метра. Укоренившись как размер большого эпоса, гекзаметр нисходит в средние жанры — буколику (начиная с Феокрита), сатиру и послание (начиная с Горация).
В римскую поэзию гекзаметр ввел Квинт Энний, вытеснив, таким образом, древнейший римский сатурнийский стих. Энний показал, что греческие квантитативные размеры могут использоваться в латинском языке, в котором требования к фонетическим преобразованиям (напр. размещению долгого слога в позицию краткого и наоборот) строже, чем в греческом. По своей квантитативной природе, классические гекзаметры могут существовать только в древнегреческом, латинском и подобных им языках, в которых долгота гласных является фонологически значимой; гекзаметры в современных языках имититативны и сконструированы искусственно.

### Строение и особенности
Античный героический гекзаметр — шестистопный стих с двухвариантным заполнением стоп. Арсис, сильное место стопы, заполняется одновариантно — только долгий слог; тезис, слабое место — двухвариантно: либо долгий, либо два коротких, с соблюдением таким образом принципа квантитативности (равной количественности). Последний слог, по правилу окончания строки, произволен и служит знаком окончания стиха. Общая схема гекзаметра:
—́UU | —́UU | —́ UU | —́UU | —́UU | —́X
Из этой схемы видно, что с регулярным замещением (дактиля —́UU на спондей —́—) существуют 32 возможные реализации гекзаметрического стиха, начиная с полной 17-сложной:
—́UU | —́UU | —́ UU | —́UU | —́UU | —́X
τὸν δ᾽ ἀπαμειβόμενος προσέφη πόδας ὠκὺς Ἀχιλλεύς
(Homerus, Il. I, 84)
quādrupedānte putrēm sonitū quatit ūngula cāmpūm…
(Vergilius, Aen. VIII, 596)
и заканчивая 12-сложной:
—́— | —́— | —́— | —́— | —́— | —́X
ψυχὴν κικλήσκων Πατροκλῆος δειλοῖο
(Homerus, Il. XXIII, 221)
ōllī rēspōndīt rēx Ālbāī Lōngāī
(Ennius, Ann. I, 31)
Спондеями регулярно подменяются дактили первых четырёх стоп; когда спондеем подменяется пятая стопа, такой гекзаметр называется «спондеическим». Спондеический гекзаметр встречается редко; в пятой стопе почти всегда предпочитается строгий дактиль, который является здесь маркером окончания стиха на следующей стопе:
—́— | —́— | —́— | —́— | —́UU | —́X

spārsīs hāstīs lōngīs cāmpūs splēndet et hōrrēt
(Vergilius, Aen. ΧΙ, 597)

### Цезура и диереза
При чтении гекзаметра в определённых местах стиха делаются паузы — цезуры и диерезы. Необходимость пауз в метрической поэзии возникает из ритмической симметрии размера. Например, в силлабо-метрических размерах (которые были песенными, с нефиксированным «плавающим» ритмом) наличие паузы некритично для восприятия стиха. В метрических размерах (которые были речитативными, с фиксированным постоянным ритмом) цезура, без которой слух не охватывает длинной моноритмичной строки, необходима.
На раннем этапе, когда гекзаметр являлся преимущественно сакральным стихом, он произносился симметрично, без пауз, и был собственно дактилическим (то есть первые пять стоп были дактилями и не подменялись спондеями). Позже, с развитием индивидуального творчества, гекзаметр стал в полной мере квантитативным, с произвольным слоговым составом, но общей фиксированной долготой.
Таким образом, гекзаметр представляет собой стих, состоящий из последовательности трехморных (трехдольных) фрагментов, начало и окончание которых маркируется паузами. Как правило, гекзаметр делится на два или три таких фрагмента. Употребление паузы в метрическом стихе требует осторожности; она не должна находиться в таком месте, где рассекла бы стих на два тождественных полустишия. Отсюда в поэтической практике возникло два правила:
1. если первое полустишие начинается с сильного места, второе полустишие должно обязательно начинаться со слабого, и наоборот;
2. на тех околопаузных местах, где словораздел мог бы показаться окончанием стиха, на словораздел налагался запрет (т. н. зевгма).

Для метрического стиха, состоящего из стоп одинаковой структуры, это в первую очередь значит: пауза не должна проходить между стопами, но должна стопу рассекать. То есть, первое полустишие должно заканчиваться начальной, сильной частью рассечённой стопы; второе — начинаться неначальной, слабой. Такая пауза, которая рассекает стопу, получила название цезуры (лат. caesura, от caedo — рубить; др.-греч. τομή — рассечение). В гекзаметре устоялись следующие цезуры:
1) пятиполовинная (τομή πενθημῐμερής, caesura semiquinaria; встречается чаще всего):
Ὣς εἰπὠν ἡγεῖϑ᾽, || ἡ δ᾽ ἕσπετο Παλλὰς Ἀϑήνη...
(Homerus, Odyss. I, 125)
Áurea príma satá [e]st || aetás, quae víndice núllo…
(Ovidius, Metam. I, 89)
2) «трохеическая», после третьего трохея (τομή κᾰτά τρίτον τροχαῖον, caesura post tertium trochaeum):
Οἰονοῖσί τε πᾶσι· || Διὸς δ᾽ ἐτελείτο βουλη...
(Homerus, Il. I, 5)
Pándite núnc Helicóna || deáe, cantúsque movéte…
(Vergilis, Aen. VII, 64)
3) буколическая (τομή τετραποδία βουκολική, caesura bucolica; называется буколической, так как чаще всего встречается в буколиках Феокрита и Вергилия):
Díc mihi, Dámoetá, cuiúm pecus? || Án Melibóei?
(Vergilius, Ecl. III, 1)
4) трехполовинная (τομή τριθημῐμερής, caesura semitrinaria; обычно сочетается с семиполовинной):
Quídquid id ést, || timeó Danaós ¦¦ et dóna feréntes
(Vergilius, Aen. II, 49)
5) семиполовинная (τομή ἑφθημῐμερής, caesura semiseptenaria; обычно сочетается с трехполовинной):
Διογενὲς || Λαερτιάδη, || πολυμήχαν᾽ Ὀδυσσεῦ...
(Homerus)
Quídquid id ést, ¦¦ timeó Danaós || et dóna feréntes
(Vergilius, Aen. II, 49)
Буколическая цезура (3) отличается от прочих тем, что не рассекает стопу. Такая пауза также называется диереза. Диереза, которая требует после себя сильной доли (и соответственно, по указанным причинам, не может использоваться в середине стиха) используется относительно редко и, как правило, не в начале но в окончании (после первой цезуры).
Наиболее употребительная из всех цезур — пятиполовинная. Синтагматическое деление стиха (и соответственно пунктуация) приходится, как правило, на неё; при этом в греческом гекзаметре апостроф цезуру не нарушает:
Ὣς εἰπὠν ἡγεῖϑ᾽, ||  ἡ δ᾽ ἕσπετο Παλλὰς Ἀϑήνη...
(Homerus, Odyss. I, 125)
Árma virúmque canó, || Troiáe qui prímus ab óris…
(Vergilius, Aen. I, 1)

### Долготы, ударения, особенности прочтения
Музыкальные ударения древнегреческого и латинского языков (с повышением тона), как представляется, в ритме гекзаметра значения не имели. Ритмообразующим механизмом гекзаметра являлись икты, силовые ударения на арсисе (сильной части стопы). Соблюдение иктов для ритмической структуры гекзаметра было критичным.
В древнегреческом языке, если последний слог слова долгий, ударение может падать на последний или на предпоследний слог; если последний слог краткий — на последний, предпоследний или пред-предпоследний. В латинском, если предпоследний слог слова долгий, ударение падает на него, если краткий — на пред-предпоследний. Отсюда в стихе перед словоразделами на цезуре или в конце стиха положение динамических ударений было несвободным и зависело от конфигурации долгот и краткостей, напр. в латинском гекзаметре
—́UU | —́UU | —́ || UU | —́UU | —́UU | —́X
в конце стиха сильное долгое место приходится на предпоследний слог и поэтому всегда совпадает с ударением слова; в конце первого полустишия — на последний, и поэтому никогда не может совпасть с ударением последнего предцезурного слова. Отсюда римские поэты выбирали для стиха такие расположения словоразделов, которые подчеркивали бы совпадения словных ударений с метрическими в конце стиха и несовпадения их в конце предцезурного полустишия. В первую очередь это являлось дополнительным маркером окончания стиха, например:
—́UU | —́UU | —́ || — | —́— | —́UU | —́X
Áurea príma satá [e]st || aetás quae víndice núllo…
(Ovidius, Metam. I, 89)
Где в словах sata и aetas собственное ударение падает на первый слог, в то время как икт в стихе падает на второй; в слове nullo и собственное ударение, и икт — на первый. В этом заключается принципиальное отличие цезуры в квантитативном стихосложении от цезур в прочих; напр. в русском или немецком силлабо-тоническом стихе цезура, как правило, проходит между стопами (напр. А. С. Пушкин, «Борис Годунов»: Ещё одно, ¦¦ последнее сказанье…).
«Чередование дактилей и спондеев вместе с разнообразием цезур придают гекзаметру ритмическое многообразие и богатство интонаций, в то время как постоянные формулы, укладывающиеся в целую стихотворную строку или занимающие зафиксированное место в её начале или конце, делают гекзаметр одним из носителей эпической традиции».
По указаниям литературоведов, чтение античных гекзаметров должно проходить в форме четкого скандирования, с соблюдением двудольного протяжения долгих слогов в дактиле и спондее. «Принятое в настоящее время скандирование в трехдольной манере, без соблюдения долгих слогов, неправильно, поскольку оно меняет ритм античного стиха, акцентируя лишь первый слог трехдольника. Такое чтение гекзаметров игнорирует ударные слоги греческих слов, когда эти слоги приходятся на слабые доли стопы. В результате получается однообразный константный ритм гекзаметров, и искажаются искусственными акцентами греческие слова».

### Предпочтения в греческом и латинском гекзаметре
Клавдий, бесспорно один Септимий как раз понимает,

как меня ценишь, когда упорно так требует, просит,

чтобы решился я слово о нем похвальное молвить

перед тобой, достоин разборчивых будто Неронов

чести и дома. Тебе ближайшим, раз так полагает,

другом служу, то видит и ведает больше чем сам я.

Много привел извиняясь ему отговорок в отказе.

Но лицемером прослыть, притворой скупым побоялся —

мол, притворяюсь бессильным, заботливый только о благе

собственном. Так, от большего чтоб уберечься бесчестья,

лба опускаюсь бесстыдного к лаврам. Друга приказом

если отброшенный стыд извинишь, его посчитаешь,

к сонму своих тогда приписав, достойным и храбрым.

Первый фрагмент гекзаметра может оканчиваться после второго дактиля и маркироваться диерезой. После диерезы предпочитается односложное слово, чтобы соблюдалась пятиполовинная цезура. Такое встречается нечасто и предпочитается в греческом. В латинском гекзаметре такое деление стиха встречается чаще у Вергилия (Aen. I, 17):
Híc currús fuit, ¦¦ hóc || regnúm dea géntibus ésse.
Трохеическая цезура (2) более свойственна латинскому гекзаметру. Из римских поэтов такую цезуру более прочих использовал Овидий. Один из редких случаев трохеической цезуры в греческом гекзаметре у Гомера (Il. IX, 394):
Πηλεὺς ϑήν μοί ἔπειτα || γυναῖϰα γαμέσσεται αὐτός...
Буколическая цезура (3), или диереза после четвёртой стопы, характерна главным образом для греческого гекзаметра. Считалось, что эта цезура придаёт стиху изнеженность, отсюда чаще всего встречается в элегиях Симонида и буколиках Феокрита. Феокрит в случае этой цезуры для четвёртой стопы использовал обязательный дактиль с хиатусом (то есть оканчивая стопу гласным и начиная следующую также гласным, что не на разделе фрагментов, во избежание неудобопроизносимой последовательности, не допускалось):
Ἃ ποτὶ ταῖς παγαῖσι μελισδεται• ¦¦ ἁδὺ δέ ϰαὶ τύ...
(Theocritus, Id. I 1, 2)
Вергилий, который использовал буколическую цезуру, этой модели не следовал:
Díc mihi, Dámoetá, cuium pécus? ¦¦ Án Melibóei?
(Vergilius, Ecl. III, 1)
В греческой и ранней латинской поэзии четвёртая стопа при буколической цезуре часто оканчивалась не спондеем, но трохеем:
Τῆ δ᾽ ἐπὶ μὲν Γοργὼ βλοσυρῶπις ¦¦ ἐστεϕάνωτο...
(Homerus, Il. XI. 36)
Ómnis cúra virís, uter ésset ¦¦ éndoperátor…
(Ennius, Annal. I)
В латинской поэзии периода Августа и позже такое не допускалось; вдобавок, только одно слово после буколической цезуры не использовалось, чтобы получающийся таким образом Адоний (—UU—X) не заключал в себе одно слово, как напр. ранее у Лукреция (I 3):
Quáe maré navigérum, || quae térras ¦¦ frúgiferéntes…
Латинские поэты часто предпочитали диерезу после пятого дактиля и окончание стиха двумя односложными словами:
Núnc te mármoreúm || pro témpore fécimus, ¦¦ át tu…
(Vergilius, Ecl. VII)
Спондеический гекзаметр (со спондеем в пятой стопе) чаще встречается у греческих авторов. В римской поэзии такой гекзаметр предпочитал Катулл, оканчивая, как правило, стих четырёхсложным словом (XIV 15):
Áequoreáe monstrám || Neréides ádmiríntes…

### Художественные особенности
По своей природе, гекзаметр предоставлял поэту мощный инструментарий для создания и раскрытия образа. Хороший поэт умело чередовал последовательность цезур и диерез добиваясь, таким образом, нужного художественного эффекта. В этом отношении, например, порицают Нонна и Мосха, которые злоупотребляют трохеической цезурой; в то же время элегический тон «Эпитафии Биону» Мосха в большей степени допускает мягкость ритма, сообщаемую трохеической цезурой.
Ещё более существенное свойство художественной образности представляет замена дактилей спондеями. В целом, дактили предпочитались для описания того, что имеет быстрый и оживлённый характер, спондеи — веский, медленный и торжественный. Тем большая опасность существовала для поэта впасть в надуманную, неоправданную игру средствами художественной выразительности гекзаметра. Образцом подлинного мастерства использования метра, цезур и диерез считается, например, следующий фрагмент Вергилия (Aen. I, 81—101):
Háec ubi dícta, cavúm || convérsa ¦¦ cúspide móntem
ímpulit ín latus; ¦¦ ác || ventí velut ágmine fácto,

quá data pórta, ruúnt || et térras ¦¦ túrbine pérflant.

íncubuére marí || totúmq[e] a sédibus ímis

ún[a] Eurúsque Notúsque ruúnt || crebérque procéllis

Áfricus, ét vastós || volvúnt ad lítora flúctus.

ínseqitúr || clamórque virúm || stridórque rudéntum;

éripiúnt subitó || nubés caelúmqe diémque

Téucror[um] éx oculís; || pontó nox íncubat átra;

íntonuére pol[i] ét || crebrís micat ígnibus áether

práesentémque virís || inténtant ¦¦ ómnia mórtem.

éxtempl[o] Áeneáe || solvúntur ¦¦ frígore mémbra;

íngemit ét duplicís || tendéns ad sídera pálmas

tália vóce refért: || ‘o térque quatérque beáti,

qúis ant[e] óra patrúm || Trójae sub móenibus áltis

cóntigit óppeter[e]! ó || Danaúm fortíssime géntis

Týdidé! || men[e] Íliacís || occúmbere cámpis

nón potuísse tuáq[ue] anim[am h]ánc || effúndere déxtra,

sáevus ub[i] Áeacidáe || teló iacet Héctor, ub[i] íngens

Sárpedón, || ubi tót Simoís || corrépta sub úndis
scúta virúm || galeásq[ue] et fórtia ¦¦ córpora vólvit!’

### Судьба античного гекзаметра
Византийские авторы также оставили ряд написанных гекзаметром сочинений на греческом языке. В частности, Нонн Панополитанский (V век) переложил в гекзаметрах «Евангелие от Иоанна». Нонн осуществил существенную реформу гекзаметра, сводящуюся к следующему:
1. исключение стиховых ходов, затруднявших восприятие размера при том состоянии живого греческого языка, которое существовало к этому времени;
2. учёт наряду с музыкальным также и тонического ударения;
3. тенденция к унификации цезуры и к педантической гладкости стиха, оправданная тем, что гекзаметр окончательно затвердел в своей академичности и музейности (начиная с VI века традиционный эпос постепенно оставляет гекзаметр и переходит к ямбу).

Гекзаметр Нонна — попытка найти компромисс между традиционной школьной просодией и живой речью на путях усложнения правил версификации. Влияние Нонна испытали ряд поэтов V века, разрабатывавших мифологический эпос и усвоивших новую метрическую технику.
Гекзаметр дольше прочих античных размеров оставался в употреблении поэтов латинской культуры. Предположительно в начале VII века в гекзаметре стали употребляться рифмы; рифма перешла в гекзаметр из народных германских песен и обычно распределялась в пределах одного стиха, падая на пятиполовинную цезуру и окончание, напр. у Марбода Реннского (ок. 1080):
Móribus ésse ferís || prohibét me grátia véris,
ét formám mentís || mihi mútuor éx eleméntis…
Такой рифмованный гекзаметр назывался львиным (leonine). После XII века поэты-ваганты использовали гекзаметр в четверостишиях со сквозной рифмой (т. н. вагантская строфа), часто используя античный гекзаметр (который ни на какую рифму рассчитан не был); напр. Вальтер Шатильонский («Стихи о небрежении наукой»):
Missus sum in vineam circa horam nonam,
suam quisque nititur venere personam;
ergo quia cursitant omnes ad coronam,
semper ego auditor tantum, numquamque reponam?
где последняя строка — гекзаметр из Ювенала (I, 1).
Итальянские поэты эпохи Ренессанса писали гекзаметры на латинском; напр. Анджело Полициано, «Рустикус»; Марк Антоний Сабеллик; Наваджеро; Джованни Понтано.

## Современный гекзаметр
В языках, в которых долгота гласных не является фонологически значимой (напр. русском, немецком и т. п.), гекзаметр был сконструирован искусственно для передачи античного размера в переводах древнегреческой и латинской классики (Германия — с XIV века, Франция — с XVI века).
Такой гекзаметр представляет собой стих с шестью ударениями и двумя (реже — одним) безударными слогами между ударениями; то есть, с точки зрения силлабо-тонического стихосложения — шестистопный дактиль с возможной заменой каждого дактиля хореем (т. н. шестистопный дактило-хореический дольник). При этом обязательной остается серединная цезура (чаще после седьмого слога):
Гне́в, о боги́ня, воспо́й || Ахилле́са, Пеле́ева сы́на…
(Гомер, «Илиада», I 1; перев. Н. И. Гнедич)

### Западная Европа (Новое время)
Немецкий язык. Первые немецкие гекзаметры относятся к XIV—XV вв. В середине XVIII в. к гекзаметру прибегали Уц, Клопшток («Мессиада», 1748—1773), Клейст. Гекзаметром выполнен перевод «Илиады» И. Г. Фосса. Стихи этого размера встречаются также у Гёте и Шиллера. Гёте, помимо «Римских элегий», написал гекзаметром эпические поэмы «Рейнеке Лис» (1794, русский перевод прозаический), «Герман и Доротея» (1797). В 1919 Нобелевская премия по литературе была вручена Карлу Шпиттелеру, создавшему эпос «Олимпийская весна» ямбическим гекзаметром.
Nobel, der König, versammelt den Hof; und seine Vasallen

Eilen gerufen herbei mit großem Gepränge; da kommen

Viele stolze Gesellen von allen Seiten und Enden,

Lütke, der Kranich, und Markart, der Häher, und alle die Besten.

(«Рейнеке Лис», И.Ф.Гёте. Первая строфа.) 

Húrry up, géntlemen, pléase! There’s plénty of géntlemen wáiting!

(пример английского гекзаметра)

Hów art thou fállen from héaven, O Lúcifer, són of the mórning!

(Исайя, 14:12, перевод на англ. из «King James Bible»)

Vienne le beau Narcis qui jamais n'aima autre sinon soi,

Et qu'il regarde tes yeux, Et, qu'il se garde d'aimer.

(Жан-Антуан де Баиф, Chansonnette I-65)

Odio l'usata poesia: concede

comoda al vulgo i flosci fianchi e senza

palpiti sotto i consueti amplessi

stendesi e dorme.

(Джозуэ Кардуччи. «Odi barbare»)
Английский язык. Первые гекзаметры появляются у ренессансных елизаветинских поэтов Стэнихерста (перевел 4 книги «Энеиды»), Сидни («Аркадия», 1577—1580), Драйтона («Poly-Olbion», 1612). Английский гекзаметр елизаветинских времен строился по квантитативному (количественному) принципу античного гекзаметра, который игнорировал словные прозаические ударения в пользу иктов, ритмических ударений стиха. Словные ударения могли размещаться в короткой безударной позиции стиха, безударные слоги могли удлиняться и попадать под икт в начале стопы (см. travellers, many, maners):
Áll travellérs || do gládly repórt || great práyse of Ulýsses,
Fór that he knéw || maný mens manérs, || and sáw many Cíties.
The Scholemaster (1570), Roger Ascham (1515—1568)
Эти строки демонстрируют общие правила, по которым грамматическая школа Тюдоров интерпретировала и преподавала классическую просодию: правило предпоследнего слога (в трёх- и более сложных словах ударный предпоследний долгий, безударный — короткий) и «правило положения» (слог долгий, если за его гласным следует более одного согласного). Квантитативное движение в конце XVIII в. сменил акцентный (ударный) принцип, в соответствии с которым латинский стих следовало читать с регулярным прозаическим ударением, а гекзаметр на родном языке составлять соответственным образом. В английскую гекзаметрическую поэзию этот принцип (введённый ранее в германской Ф. Г. Клопштоком) ввел У. Тейлор, за ним — С. Т. Кольридж и Р. Саути. Признанным примером такого акцентного гекзаметра считаются, например, поэмы Г. У. Логфелло «Евангелина» о французских поселенцах старых времен и «Сватовство Майльза Стэндиша» — идиллию о поселенцах-англичанах. Пример из «Евангелины»:
Thís is the fórest priméval. The múrmuring pínes and the hémlocks.
Французский и испанский языки. Первые гекзаметры появляются у де Баифа (XVI век), создававшего самостоятельные произведения, но позже, однако, используются крайне редко, по большей части в переводах классиков (в особенности отмечают современного переводчика с латыни на французский Андрэ Марковица). 
Итальянский язык. Первые гекзаметры появляются у Аннибале Каро (XVI век), затем у друга Вольтера Мартелли, и в стихах Казановы, претендовавшего на новаторство. В XIX веке стоит отметить Кардуччи и его «Odi barbare» (1877—1889).
Датский язык. Первые гекзаметры появляются у Андерса Арребо (1587—1637).
Литовский язык. Первые гекзаметры появляются у Кристионаса Донелайтиса, в поэме «Времена года» (1765—1775).

### Русский гекзаметр
Слышу умолкнувший звук божественной эллинской речи;

Старца великого тень чую смущенной душой.

(«На перевод Илиады»)

Крив был Гнедич-поэт, преложитель слепого Гомера,

Боком одним с образцом схож и его перевод.

(«К переводу Илиады»)
Русский имитированный гекзаметр имеет 18-дольный объём; каждая стопа трехдольна (3 × 6 = 18), в то время как античный гекзаметр имеет 24-дольный объём, и каждая стопа четырёхдольна (4 × 6 = 24).
Русский гекзаметр подчиняется обычным правилам трехсложных размеров, допускающим в некоторых случаях замену ударного слога безударным и наоборот. Цезура в русском гекзаметре может быть мужская, женская и дактилическая. Контрольный ряд русского имитированного гекзаметра:
—́UU |—́UU |—́UU ||—́UU |—́UU |—́U
В русском гекзаметре трехдольная стопа иногда заменяется двусложной группой, неправильно называемой хореем (отсюда старинное название гекзаметра — дактило-хореический размер). Таким образом, русский гекзаметр можно обратить в 24-дольный. В этом случае первый слог стопы растягивается вдвое по сравнению со следующим. Более естественным для русского языка, при отсутствии оппозиции долгих и кратких гласных, является, однако, однодольная пауза в стопе.
Гекзаметр стал первым дольниковым размером, освоенным в русской поэзии. Первую попытку метрической имитации гекзаметра в России предпринял Мелетий Смотрицкий в «Грамматике» (1619). Он произвольно установил для славяно-русского языка долгие и краткие слоги и дал образец античного «ироического» стиха, состоящего из дактилей и спондеев. Первый устойчивый русский гекзаметр, как отмечают исследователи, был создан в 1704 году, шведом Спарвенфельдом.

#### От силлабики к силлабо-тонике
В российской силлабической поэзии гекзаметру соответствовал 13-сложник. Тредиаковский в «Новом и кратком способе к сложению российских стихов…» утвердил это соответствие как норму для поэтов-силлабистов. Его поддержал Кантемир в «Письме Харитона Макентина к приятелю о сложении стихов русских»: «Тринадцатисложный стих всех способнее соответствует эксаметру греческому и латинскому…».
Чудище обло, огромно, озорно, стозевно и лаяй!
Первые образцы гекзаметра как реальной стихотворной формы были даны Тредиаковским в «Аргениде». Затем Тредиаковский перевел гекзаметрами написанный по мотивам «Одиссеи» роман французского писателя Фенелона «Приключения Телемака», создав поэму «Телемахида» (1766). Возможность такого гекзаметра Тредиаковский понял, следя за работой немецких поэтов (в частности Клопштока).
Затем Ломоносов в «Письме о правилах российского стихотворства» теоретически обосновал и проиллюстрировал возможность использования 2- и 3-сложных стоп, подобных стопам античного стихосложения. Он также упомянул о возможности смешения в стихе дактилических и хореических стоп. Опыты использования такого размера Ломоносов даёт в «Риторике».
Тредиаковский, провозгласивший 13-сложник русским «эксаметром», со временем изменил точку зрения и стал первым из российских поэтов, кто обратился к предложенной Ломоносовым дактило-хореической форме. Затем А. Ф. Мерзляков переложил гекзаметром начало VII-й песни «Илиады» (единоборство Аякса и Гектора); «Гимн Аполлону» из Каллимаха; «Европу» из идиллий Мосха; «Дафну» и «Пирам и Тизбе» из «Метаморфоз» Овидия. М. Н. Муравьёв в 1777 г. написал гекзаметром стихотворение «Роща».
В целом гекзаметр в русской литературе XVIII века оставался непопулярным и репутацией не пользовался.

#### Гнедич
Популяризация гекзаметра связана с переводами поэм Гомера в исполнении Николая Гнедича и Василия Жуковского. Гнедич в предисловии к изданию своего перевода «Илиады» писал, что «имел смелость отвязать от позорного столба стих Гомера и Вергилия, привязанный к нему Тредиаковским». Как упоминает Белинский, «Гнедич создает русский гекзаметр и делает русский язык способным для воспроизведения изящной древней речи эллинской». (До Гнедича «Илиада» переводилась три раза; дважды прозой и в 1787 г. александрийским стихом — первые шесть песен в переложении Ермила Кострова.)
Гнедич решился продолжить дело Кострова и в 1809 г. опубликовал 7-ю песню «Илиады», переведённую тем же размером. В 1813 г., когда Гнедич дописывал уже 11-ю песнь, граф С. С. Уваров обратился к нему с письмом, в котором доказывал превосходство гекзаметра над александрийским стихом. Письмо Уварова вызвало возражения В. В. Капниста, А. Ф. Воейкова и других. Однако Гнедич ответил на письмо положительно, присоединив к ответу два отрывка из перевода гекзаметром VI песни «Илиады» (ст. 1—118 и 386—516, прощание Гектора с Андромахой). После этого Гнедич уничтожил переведённые песни «Илиады», стоившие ему шести лет труда, и начал перевод заново, теперь гекзаметром. Эта переписка была опубликована в «Чтениях в Беседе любителей русского слова».
Затем возникает известная многолетняя полемика между Гнедичем, Уваровым и Капнистом, которая захватила широкие литературные круги и надолго поставила вопрос о русском гекзаметре в число наиболее важных литературных вопросов. Спор велся о том, что античную поэзию следует переводить именно соответствующим гекзаметром, а не более легким александрийским стихом: «Когда вместо плавного, величественного гекзаметра я слышу скудный и сухой александрийский стих, рифмой прикрашенный, то мне кажется, что я вижу божественного Ахиллеса во французском платье… Если мы хотим достигнуть до того, чтоб иметь словесность народную, нам истинно свойственную, то перестанем эпопею писать или переводить александрийскими стихами» (С. С. Уваров).
...известно: в старину российский грекофил

Гекзаметр древнего покроя обновил,

Но сглазил сам его злосчастный Третьяковский;

Там Гнедич в ход пустил, и в честь возвел Жуковский.
Гнедичу приходится бороться с предубеждением читателей против гекзаметра, возникшему благодаря «бездарности Тредиаковского». Помощь в этом, по утверждениям советских литературоведов, Гнедичу оказала статья А. Н. Радищева «Памятник дактилохореическому витязю» (заключительная часть называется «Апология Тилимахиды и шестистопов»). В статье формулировалась теория русского гекзаметра, основывающаяся не на скандовке стоп, а на их декламационной выразительности.
Следуя мнению Радищева, Гнедич старался избежать недостатков гекзаметра, которые мешали ему войти в русскую поэзию, — в частности однообразия размера. Шесть дактилических стоп, однообразно ударяемых, создавали впечатление монотонности. Гнедич избежал этого, примешивая к дактилям хореи. Нововведение было одобрено не всеми — высказывались мнения о необходимости ограничиться только дактилями.

#### Жуковский и другие поэты золотого века
Следующим поэтом, внесшим лепту в русский гекзаметр, стал Василий Жуковский, переведший вторую поэму Гомера. Кроме «Одиссеи», он перевел гекзаметром «Войну мышей и лягушек», фрагменты «Илиады» и «Энеиды», пользовался гекзаметром при записи шутливых протоколов литературного общества «Арзамас».
Полемика о эпическом метре и русском гекзаметре возобновляется в 1830-х гг. Сенковским. Сенковскому принадлежит статья «О древнем гекзаметре», написанная по поводу перевода «Одиссеи» Жуковским и статья «Гекзаметр» в 13-м томе «Энциклопедического лексикона» Плюшара (1838). Гекзаметр теоретически и практически осваивали Галинковский, Мерзляков, Воейков, Востоков, Дельвиг, Кюхельбекер и др.
Гекзаметр уважал Пушкин, но не вполне овладев его механикой, за крупные формы не брался. Из стихов Лермонтова можно отметить единственный незаконченный отрывок «Это случилось в последние годы могучего Рима…».
В первой половине XIX в. гекзаметр проникает в малые поэтические формы, отчасти утрачивая античную специфику; напр. у Жуковского (гекзаметр для третьей версии перевода знаменитой элегии Грея «Сельское кладбище», в поэме «Ундина») Дельвига («Цефиз», «Дамон», «Купальницы», «Друзья», «Конец золотого века», «Изобретение ваяния»), позднее у Фета («Влажное ложе покинувши, Феб златокудрый направил…»). Кроме того, у Дмитриева («Московские элегии»), Щербины («Моя богиня» и др.).
В это же время различные авторы начинают разрабатывать те или иные дериваты гекзаметра — укороченный (на одну стопу), бесцезурный, рифмованный и др. (особенно значительны в этом отношении поэмы Катенина).

### Россия (2-я половина XIX — настоящее время)
Всходит ли ярко луна на безоблачном небе, — я мыслю:

В лунную ночь хорошо снайперам нашим стрелять.

Хмурится ль небо ночное и тучи его облегают, —

Мнится: разведке ночной любо фашистов искать.

Всходит ли солнце в тумане, — сдаётся: для пушек не надо,

Чтобы прицел рассчитать, даже и ясного дня.

Светит ли полдень, — представишь себе: ведь с опорного пункта

Как на ладони видать расположенье врага.

Верховский Ю. Н. (1878—1956)

Роза прекрасна по форме и запах имеет приятный.

Болиголов некрасив и при этом ужасно воняет.

Байрон и Шиллер и Скотт совершенны и духом и телом,

Но безобразен Буренин и дух от него нехороший.

Саша Чёрный (1880—1932)

Буйных гостей голоса покрывают шумящие краны:

Ванну, хозяин, прими — но принимай и гостей!

Мандельштам О. Э. (1891—1938)
В середине XIX века гекзаметр утрачивает популярность, упрощается до правильного 6-стопного дактиля (И. Никитин, Н. Минский) и обретает рифму (Я. Полонский).
В XX веке в оригинальных стихах гекзаметр встречается редко. В начале века интерес к гекзаметру возрождается у К. Бальмонта, Вяч. Иванова, Г. Шенгели. В 1920-е годы примечательные попытки соединения античного размера с образами современной деревни предпринимал П. Радимов. Любопытны опыты Р. Акульшина, В. Набокова («Гексаметры»). Верховский Ю. Н. гекзаметрами писал о Великой Отечественной войне.
В современной поэзии гекзаметр используется почти исключительно в переводах античных авторов, либо с целью достижения юмористического эффекта.
Наряду с переводами, можно встретить также фантазии по мотивам античной поэзии. Таково, например, стихотворение А. Городницкого «Терпандр». Гекзаметром написано и другое стихотворение этого автора — «Фельдфебель Шимон-Черкасский», где выбранный стихотворный размер является важным поэтическим средством, позволяющим глубоко раскрыть достаточно сложную тему — тему «двойного отечества» русских евреев.